# World of Warcraft: Legion
World of Warcraft: Legion je v pořadí 6. datadisk k fantasy MMORPG hře World of Warcraft. Byl oznámen na Gamescomu 6.8.2015. K vydání datadisku došlo 30. srpna 2016.

## Vlastnosti
- Nový kontinent: Broken Isles
- Level 110
- Nové dungeony a raidy
- Raid: The Emerald Nightmare, Trial of Valor(patch 7.1), Nighthold, Tomb of Sargeras(patch 7.2). Nighthold byl otevřen až v patchi 7.1.5.
- Nová Hero Class: Demon Hunter
- Předělaný honor systém
- Bude přidáno 36 nových artefaktů pro každou specializaci
- Prohloubí se konflikt mezi Alliancí a Hordou
- Třikrát zvětšená maximální viditelnost
- Speciální instancované lokace pro každou classu-takzvané class hally
- Návrat města Dalaran
- Na BlizzConu bylo oznámeno, že se v patchi 7.3 podíváme na Argus, domovský svět Plamenné Legie, která podniká invazi na Azeroth, kolem které se točí celá expanze.

## Broken Isles
Ve hře přibyl nový kontinent Broken Isles, který sčítá spoustu nových herních lokací.
- Highmountain
- Stormheim
- Val´sharah
- Suramar
- Azsuna
- The Broken Shore-zatím dostupné jen pro určitá scenária, jako klasická zóna bude až v Patchi 7.2

## Hero Class - Demon Hunter
Byla přidána nová hero classa(classa, která nezačíná na úrovni 1) Demon Hunter (zkráceně DH)
- Je k mání pouze pro Night Elfy a Blood Elfy
- Má dvě specializace: Havoc(DPS) a Vengeance(tank)
- Typ: DPS, Tank
- Využívá: zdraví, zuřivost(v originále Fury) a bolest(pain)
- Zbroj: látková a kožená
- Zbraně: dýky, sekery (jednoruční), palcáty (jednoruční), meče (jednoruční), nový typ zbraně warglaive(překlad není možný)

## Honor systém
Na BlizzConu Tom Chilton představil předělaný honor systém pro nový datadisk. Systém je velmi odlišně předělaný. Ale mělo by vše fungovat velice jednoduše v podstatě na bázi talentových bodů. Bude se jednat o přeměnu honor bodů na (zkušenosti) pomocí nich můžete získat nové talenty ,které půjdou použít jen v PVP. Budete postupovat přes hodnosti až k 50. úrovni. Celý systém pak bude možno resetovat na první úroveň. Také bude možno využívat kosmetické bonusy v podobě vzhledu postav a mountů. Tento systém je myšlen pro PVP hráče a otvírá jim nové možnosti.